# Dichromodes leptozona
Dichromodes leptozona är en fjärilsart som beskrevs av Turner 1930. Dichromodes leptozona ingår i släktet Dichromodes och familjen mätare. Inga underarter finns listade i Catalogue of Life.